# 283455 Philipkrider
283455 Philipkrider è un asteroide della fascia principale. Scoperto nel 2001, presenta un'orbita caratterizzata da un semiasse maggiore pari a 2,7887131 au e da un'eccentricità di 0,1928476, inclinata di 1,56939° rispetto all'eclittica.
L'asteroide è dedicato al fisico statunitense E. Philip Krider.